# Vernisson
Der Vernisson ist ein Fluss in Frankreich, der im Département Loiret in der Region Centre-Val de Loire verläuft. Er entspringt im südwestlichen Gemeindegebiet von La Bussière, nahe der Autobahn A77, entwässert generell in nördlicher Richtung und nähert sich an der südlichen Gemeindegrenze von Villemandeur seinem Mündungsfluss  Puiseaux, den er jedoch noch etwa drei Kilometer in geringem Abstand parallel begleitet, bevor er nach insgesamt rund 37 Kilometern südlich des Stadtzentrums von Montargis als rechter Nebenfluss in den Puiseaux einmündet, der selbst circa einen Kilometer weiter den Loing erreicht.

## Orte am Fluss
- La Bussière
- Boismorand
- Nogent-sur-Vernisson
- Cortrat
- Mormant-sur-Vernisson
- Villemandeur
- Montargis

## Sehenswürdigkeiten
- Château de La Bussière, Schloss mit Teilen aus dem 16. Jahrhundert, sowie einem vom Fluss gespeisten großen Schlossteich – Monument historique[4]